# Filopatria
En zoologia, es diu filopatria a la tendència que presenten moltes espècies animals a romandre al mateix territori en què van néixer, o a tornar-hi per reproduir-se o nidificar.
Aquest fenomen és molt freqüent entre les aus migratòries que solen tornar a niar al mateix lloc tots els anys. Un altre exemple d'aquest comportament són els salmons que, després de néixer en un riu determinat i passar diversos anys en el mar, tornen al mateix lloc en què van néixer per fresar.
Entre els rèptils un dels casos més coneguts de filopatria és el de les tortugues marines, que tornen tots els anys a les mateixes platges per dipositar els ous.
També s'han descrit casos de filopatria hivernal en aus migradores. La grua europea (Grus grus) sol visitar les mateixes zones d'alimentació cada tardor i hivern quan els polls de l'estiu anterior encara estan sota la seva cura. Aquestes zones tenen una major diversitat de recursos alimentaris si bé en petites quantitats, la qual cosa les converteixen eén llocs adequats per establir territoris d'alimentació que defensen enfront d'altres grues properes també amb polls o juvenils.